# Asembagus (Kraksaan)
Asembagus is een bestuurslaag in het regentschap Probolinggo van de provincie Oost-Java, Indonesië. Asembagus telt 3003 inwoners (volkstelling 2010).